# Johan Philip van der Kellen
Johan Philip van der Kellen, né le 9 juillet 1831 à Utrecht et mort le 7 juin 1906 à Bussum, est un stempelsnijder (nl), graveur sur cuivre, lithographe et historien de l'art néerlandais. 

## Biographie
Johan Philip van der Kellen naît le 9 juillet 1831 à Utrecht,.
Il est le fils et élève du stempelsnijder (nl) de la Monnaie d'État, David van der Keilen Sr (1804-1879). De 1852 à 1876, il travaille comme second tailleur de matrice à la Monnaie néerlandaise. Pendant ce temps, il collectionne les gravures et devient un connaisseur de l'art graphique néerlandais. Comme son frère David van der Keilen Jr (1827-1895), il rejoint le service des musées. De 1875 à 1896 et de 1898 à sa mort, il est directeur du Cabinet des estampes de l'État, dont il élargit et complète systématiquement la collection d'estampes néerlandaises.
Il copie des tableaux de maîtres anciens, et on connaît de lui des lithographies et des eaux-fortes.
Johan Philip van der Kellen meurt le 7 juin 1906 à Bussum,.

## Œuvres

### Galerie

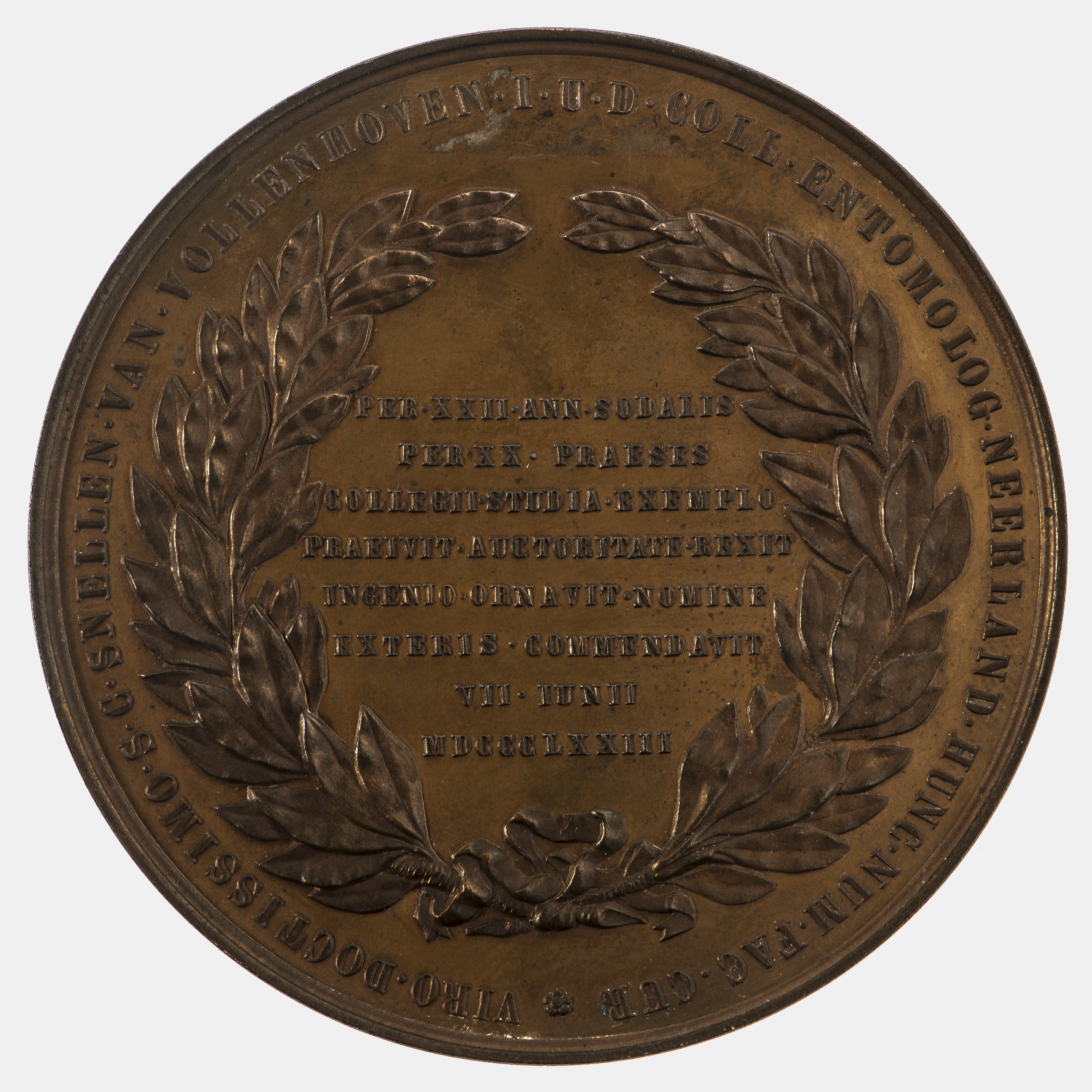
Médaille en l'honneur de M. Dr. S.C. Snellen van Vollenhoven (1873).
Décès du peintre Jan Willem Pieneman (1779-1853).

### Publications
Kellen est principalement connu pour ses œuvres Le Peintre-graveur hollandais et flamand (1866-1873) et Catalogue raisonné des estampes de feu M. de Ridder (1874).
- Le Peintre-graveur hollandais et flamand: Catalogue raisonné des estampes gravées par les peintres de l'école hollandaise et flamande, vol. 1, Utrecht : Kemink et fils (1866-1873).
- Catalogue raisonné des estampes de l'école hollandaise et flamande formant la collection de feu M. de Ridder, Rotterdam : Dirk A. Lamme (1874).
- Catalogue de gravures anciennes des écoles hollandaise et flamande suivies d'une collection d'eaux-fortes modernes, Amsterdam : F. Muller & Co. (1878).
- L'œuvre de Jan van de Velde, Amsterdam : Muller (1883)
  - Deuxième édition : L'œuvre de Jan van de Velde. Graveur hollandais, 1593-1641 avec additions et corrections par Simon Laschitzer, Amsterdam : G.W. Hissink (1968).
- Michel Le Blon: recueil d'ornements, accompagné d'une notice biographique et d'un catalogue raisonné de son œuvre, La Haye : M. Nijhoff (1900).
- (nl) Teekeningen door Jan van Goyen (Leiden 1596-1656 's Gravenhage) uit het Rijksprentenkabinet te Amsterdam: zes en twintig stuks in chronologische volgorde [Dessins de Jan van Goyen du Rijksprentenkabinet à Amsterdam : vingt-six pièces par ordre chronologique], Amsterdam : van Rijkdom (1900-?).
- (nl) Het werk van Jan en Casper Luyken, 2 vols. Amsterdam : F. Muller & Co. (1905)[b].
- (nl) Afbeeldingen naar belangrijke prenten en teekeningen in het Rijksprentenkabinet, Amsterdam : W. Versluys (1908).
- (nl) Nederlandsche zeeschepen van ongeveer 1470 tot 1830. Afbeeldingen naar prenten, schilderijen en scheepsmodellen hoofdzakelijk berustende in het Rijks-museum te Amsterdam, Leyde : E.J. Brill (1913).